# Translate.ru
Translate.ru — перший російський вебсервіс, призначений для перекладу тексту або вебсторінок на інші мови. При перекладі окремого слова видає словникову статтю. Відкритий 6 березня 1998 року компанією PROMT. 
Один з популярних онлайн-перекладачів в Рунеті. Має іншомовну [Архівовано 20 червня 2010 у Wayback Machine.] та мобільну [Архівовано 12 травня 2019 у Wayback Machine.] версії.
Translate.ru використовує машинний переклад, заснований на правилах (метод rule-based), на відміну від Google Перекладача, що використовує статистичний метод перекладу.
Якість перекладу Translate.ru та інших онлайн-перекладачів часто стає предметом жартів, але, не дивлячись на велику кількість смішних перекладів, загальний зміст тексту, перекладеного за допомогою алгоритмів машинного перекладу, майже завжди зрозумілий. Постійно ведеться робота над якістю перекладу та збільшенням словникової бази .

## Можливості

### Напрями перекладу
На сьогоднішній момент підтримуються такі напрямки перекладу:

Англійська

Арабська

Грецька

Іврит

Іспанська

Італійська

Казахська

Каталонська

Китайська

Корейська

Німецька

Нідерландська

Португальська

Російська

Турецька

Українська

Фінська

Французька

Хінді

Японська

### Переклад вебсторінок
Крім перекладача текстів, сервіс включає в себе перекладач сайтів.

### Translate.ru API
Існує можливість інтеграції Translate.ru в сайти. Сервіс оновлений в жовтні 2011 року.

### Інші можливості
- автовизначення мови
- віртуальна клавіатура
- перевірка орфографії
- ручний переклад (звернення в бюро перекладів)

## Особливості

### Тематики
Є можливість поліпшити якість перекладу текстів, визначаючи їх тематику. На вибір пропонуються наступні тематики:

- Освіта
  - Мови
  - Персоналії
  - Гуманітарні науки
  - Природничі науки
- Спілкування
  - Особисте листування
  - SMS-чат
  - Соціальні мережі
- Техніка
  - Комп'ютери
  - Автомобілі
  - Гаджети
- Бізнес
- Онлайн покупки
- Інше
  - Подорожі
  - Спорт
  - Здоров'я
  - Без теми

### Граматична довідка
За виділеними словами можна отримати граматичну довідку про форми слова, відмінки і т.д.

### Вимова
При перекладі слова користувач додатково може прослухати його звучання мовою оригіналу. Цю можливість надав для Translate.ru сервіс Forvo.

### Аудиторія
За даними Google Analytics, загальна аудиторія Translate.ru у 2010 році склала 38,1 млн унікальних відвідувачів.

## Хакерська атака
У 2000 році сервер Translate.ru припинив перекладати і на всі запити видавав тільки кілька непристойних слів. Адміністрація сайту стверджує, що це справа рук невідомих хакерів.

## Незручності
- Обмеження обсягу тексту, що перекладається (не більше 3000 символів). При реєстрації обсяг збільшується до 10000 символів.
- Обмеження розміру вебсторінки, що перекладається (не більше 500 Кб).

## Лісовий телепень
Натхненний популярним роликом з перекладом фільму Форрест Гамп (Лісовий телепень [Архівовано 29 травня 2019 у Wayback Machine.]), влітку 2011 року сайт Translate.ru оголосив конкурс на смішні переклади улюблених фільмів за допомогою сервісу translate.ru. У результаті в мережі з'явилося безліч роликів [Архівовано 7 травня 2019 у Wayback Machine.] з таким перекладом.
Пізніше на цей ролик був зроблений огляд в «+100500»

## Нагороди
- Премія Рунета за 2007 рік
- Золотий сайт 2002 року
- Бізнес Сайт [Архівовано 9 травня 2019 у Wayback Machine.] 2000 року